# Constantin II (roi d'Écosse)
Vous lisez un « bon article » labellisé en 2017.
Pour les articles homonymes, voir Constantin II.
Constantin II (Constantín mac Áeda en gaélique), mort en 952, est roi d'Écosse de 900 à 943.
Fils d'Áed, Constantin succède à son cousin Donald II. Son règne est marqué, comme celui de ses prédécesseurs, par les attaques des Vikings. Il remporte une victoire sur les Uí Ímair en 903. Au sud, il est confronté à la montée en puissance du royaume d'Angleterre et doit se soumettre au roi Æthelstan en 927, puis en 934. En 937, il s'allie aux Vikings de Dublin et au royaume de Strathclyde contre Æthelstan, mais leur coalition est vaincue lors de la bataille de Brunanburh. Constantin abdique en 943 pour se retirer dans un monastère, laissant le pouvoir à Malcolm, le fils de son prédécesseur. Il meurt neuf ans plus tard.
Avec ses quarante-trois années de règne, Constantin est le monarque écossais resté le plus longtemps au pouvoir après Jacques VI et Ier et Guillaume le Lion. Cette période de l'histoire du royaume, alors centré sur la vallée de la Tay, est marquée par des progrès significatifs dans la gaélicisation des régions pictes.

## Sources
La principale source locale pour l'histoire écossaise aux IXe et Xe siècles est la Chronique des rois d'Alba, une liste de rois allant de Kenneth Ier (mort en 858) à Kenneth II (mort en 995). Elle subsiste dans le manuscrit de Poppleton, un document du XIIIe siècle, avec des ajouts effectués du Xe au XIIe siècle,. D'autres listes de rois ultérieures existent. Les plus anciens documents généalogiques concernant les descendants de Kenneth Ier remontent au Xe siècle, mais au-delà de leurs affirmations invérifiables, ils sont surtout intéressants pour ce qu'ils révèlent des préoccupations de leurs commanditaires,.
Les principales sources littéraires étrangères sont la Chronique anglo-saxonne et les annales irlandaises. Certaines sagas scandinaves décrivent des événements de cette époque, mais leur valeur comme documents historiques reste débattue,,. Les textes d'Europe continentale qui s'intéressent à la Grande-Bretagne sont rares, mais l'hagiographie de Cathróe de Metz rédigée à la fin du Xe siècle en Allemagne propose des détails plausibles lorsqu'elle relate les jeunes années de ce saint originaire d'Écosse.
Toutes ces sources écrites se concentrent sur le nord-est de la Grande-Bretagne et négligent presque totalement le littoral atlantique de l'Écosse. Pour retracer l'histoire de la région, l'archéologie et la toponymie jouent donc un rôle de premier plan.

## Contexte

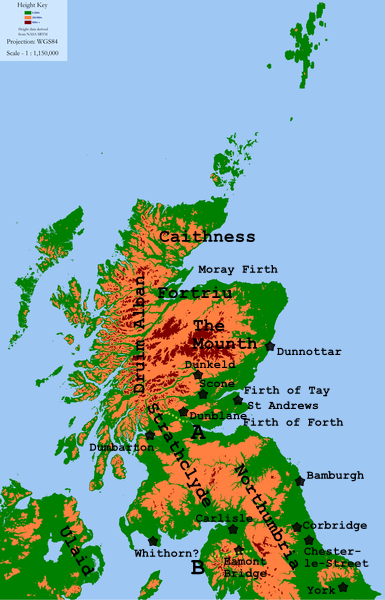
Le nord de la Grande-Bretagne au début du Xe siècle.

Avant l'arrivée des Vikings, la moitié orientale de l'Écosse est dominée par le royaume picte du Fortriú, sur les rives du Moray Firth. Les Gaels du Dál Riata, à l'ouest, sont soumis à la dynastie picte de Causantín mac Fergusa à partir de 789 au plus tard. La puissance picte est anéantie en 839, lorsque le roi Eóganan de Fortriu est tué en affrontant les Vikings avec son frère Bran, le roi du Dál Riata Áed mac Boanta « et d'autres presque innombrables », comme le rapportent les Annales d'Ulster. C'est le début d'une période d'instabilité qui voit plusieurs familles tenter de s'imposer. Cináed mac Ailpín sort vainqueur de cette lutte vers 848,,,,.
Par la suite, Cináed, dont le nom est anglicisé en « Kenneth MacAlpin », est considéré dans le roman national comme le fondateur du royaume d'Écosse : en battant les Pictes en l'an 843, il aurait inauguré une nouvelle ère de l'histoire de l'Écosse. En réalité, bien que les sources d'époque soient maigres, les annales irlandaises et la Chronique des rois d'Alba s'accordent à donner à Kenneth le titre de « roi des Pictes », comme à son frère Donald et à ses fils Constantin et Áed,,,,. Constantin, le fils de Kenneth, trouve la mort en 876, probablement en affrontant une armée viking venue de Northumbrie en 874. Les listes de rois ultérieures font de lui le soixante-dixième et dernier souverain des Pictes,.
Le royaume de Kenneth et de ses successeurs s'étend au sud du Fortriu, autour de la vallée de la Tay. Il s'étend au moins jusqu'au Firth of Forth vers le sud et jusqu'au Mounth vers le nord ; ses frontières occidentales sont plus incertaines. Ses principaux centres religieux sont Dunkeld, où siège vraisemblablement l'évêque du royaume, et Cell Rígmonaid, l'actuelle St Andrews,,.

Le statut du Dál Riata après 839 n'est pas connu avec certitude : on n'en connaît aucun roi après Áed mac Boanta, et il est possible que les Hébrides intérieures, qui appartenaient à ce royaume, aient été conquises par les Vikings dès 849,. Plus au sud, le royaume de Strathclyde, de langue brittonique, s'étend de la Clyde et du Forth jusqu'aux Southern Uplands. Au début du Xe siècle, son souverain est un certain Dyfnwal. 

## Biographie

### Origines
- Álpin
  - Kenneth Ier
    - Constantin Ier
      - Donald II
        - Malcolm Ier

    - Áed
      - Constantin II
        - Indulf
        - Cellach
        - une fille 
ép. Olaf Gothfrithson

    - une fille 
ép. Run de Strathclyde
      - Eochaid

  - Donald Ier

Constantin est le fils d'Áed et le petit-fils de Kenneth Ier. Son père monte sur le trône en 876, mais il est assassiné deux ans plus tard, en 878. Constantin est donc né au plus tard en 879. Son nom laisse à penser qu'il est né du vivant de son oncle Constantin Ier, le prédécesseur d'Áed, qui a régné de 862 à 876.
Les annales irlandaises sont muettes sur les événements survenus en Écosse entre la mort d'Áed et celle de Donald II, en 900. La Chronique des rois d'Alba indique qu'après Áed, c'est un petit-fils de Kenneth Ier, Eochaid, qui monte sur le trône, et un certain Giric, qui ne fait pas partie des descendants d'Álpin, joue également un rôle sous son règne. Néanmoins, cette entrée de la Chronique est corrompue, et toutes les autres listes de rois donnent Giric pour successeur d'Áed, en lui attribuant de hauts faits,.
Constantin et son cousin Donald pourraient avoir passé le règne de Giric en exil en Irlande. À la mort de Giric, en 889, Donald monte sur le trône. Son règne voit de nouvelles batailles contre les rois vikings d'Irlande et de Grande-Bretagne. C'est vraisemblablement en affrontant des Vikings qu'il trouve la mort à Dunnottar en 900,.

### Règne

#### Lutte contre les Vikings
Le premier événement mentionné par la Chronique des rois d'Alba pour le règne de Constantin est le pillage de Dunkeld « et de toute l'Albanie » par les Vikings en 903. C'est la première apparition du terme Albania, latinisation du vieil irlandais Alba, dans la Chronique, qui désigne jusqu'à ce point le territoire gouverné par les descendants de Kenneth sous le nom de Pictavia,,. Les Vikings à l'origine de cette attaque pourraient être ceux qui ont été chassés de Dublin en 902, à moins qu'il ne s'agisse des mêmes qui ont tué Donald en 900. D'après la Chronique, ils sont tués à Srath Erenn (Strathearn, dans l'actuel Perthshire), ce qui est confirmé par les Annales d'Ulster, qui mentionne la mort d'Ímar ua Ímair, roi exilé de Dublin, et de nombreux autres Vikings aux mains des hommes de Fortriu en 904. Les Annales fragmentaires d'Irlande attribuent leur victoire à l'intervention de saint Colomba,. Cette victoire est si totale que l'on n'enregistre plus dans les chroniques d'invasions scandinaves pendant un demi-siècle.
Les années 910 sont marquées par un regain d'activité des Uí Ímair en mer d'Irlande, et un de leurs chefs, Ragnall Uí Ímair envahit le nord de l'Angleterre. Inquiets, les habitants d'York négocient leur soumission à la dame de Mercie Æthelflæd, mais cette dernière meurt le 12 juin 918 avant d'avoir pu leur apporter le moindre soutien et Ragnall s'empare de la ville peu après,. Ealdred, le souverain anglo-saxon de Bernicie, fait alors appel à Constantin. Les deux hommes mènent leurs troupes vers le sud et affrontent Ragnall sur les berges de la Tyne, probablement à Corbridge, à l'endroit où l'ancienne voie romaine de Dere Street franchit le fleuve. L'issue de cette bataille de Corbridge est apparemment indécise ; la Chronique des rois d'Alba est la seule source à en faire une victoire de Constantin,. Les Annales d'Ulster précisent qu'aucun roi ou mormaer ne trouve la mort du côté des hommes d'Alba. Il s'agit de la plus ancienne mention connue du titre de mormaer,.

#### Réorganisation du royaume

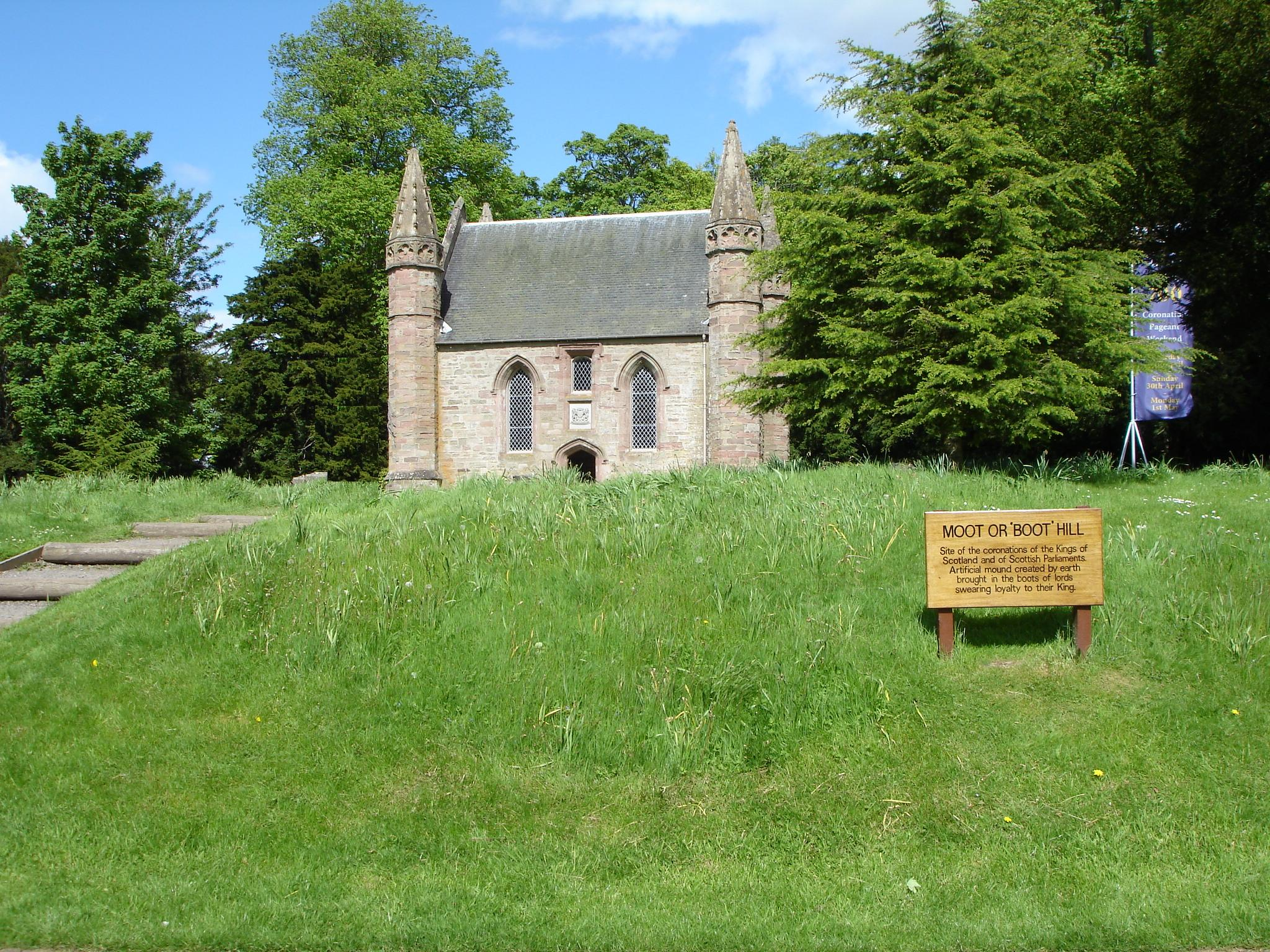
La colline des assemblées de Scone pourrait être la « colline de la Foi » de 906.

En 906, la Chronique des rois d'Alba rapporte que Constantin rencontre l'évêque Cellach sur la « colline de la Foi », près de la cité royale de Scone. Les deux hommes s'engagent à « préserver les lois et disciplines de la foi et les droits de l'Église et des évangiles pariter cum Scottis ».
Le texte de l'entrée est sujet à plusieurs interprétations, en particulier l'expression pariter cum Scottis. William Forbes Skene et Alan Orr Anderson la traduisent par « en accord avec les coutumes des Scots » ; autrement dit, les coutumes des Gaëls doivent s'appliquer à l'Église dans le royaume de Constantin. Pour Thomas Charles-Edwards, ce segment de phrase indique simplement que des Gaëls sont présents à la rencontre entre l'évêque et le roi. Alex Woolf suggère quant à lui que les « coutumes des Scots » ne concernent que l'organisation de cette rencontre et pas le sujet qui y est abordé.
Si cette rencontre a effectivement pour but d'imposer le droit irlandais dans le domaine religieux, elle constitue une étape importante dans la gaélicisation de l'Église picte. Alfred Smyth y voit « le triomphe définitif de l'ordre gaélique sur l'ancien ordre picte ». Il est également possible qu'elle ait eu une portée politique, préfigurant les cérémonies d'intronisation qui ont lieu par la suite à Scone,, ou qu'elle ait eu pour but de réconcilier le pouvoir royal et l'Église (Cellach pourrait avoir été un proche de Giric).

#### Lutte contre le Wessex
En 920, la Chronique anglo-saxonne rapporte que le roi de Wessex Édouard l'Ancien, fils d'Alfred le Grand, reçoit la soumission de plusieurs souverains de Grande-Bretagne, parmi lesquels Ragnall d'York, Ealdred de Bernicie, le roi de Strathclyde Owain ap Dyfnwal et Constantin. Ce dernier n'est pas nommé, mais décrit comme « roi des Scots ». Il s'agit de la première apparition du mot scottas pour décrire les habitants du royaume de Constantin,,.
Ragnall meurt en 921 et son successeur Sihtric Caech en 927. Æthelstan, le successeur d'Édouard l'Ancien, profite de l'occasion pour s'emparer de la Northumbrie. Il est alors le plus puissant monarque de Grande-Bretagne : son autorité s'étend de la Manche au Firth of Forth. Il organise une nouvelle rencontre avec les rois du Nord de l'île le 12 juillet à Eamont Bridge et obtient d'eux qu'ils « renoncent à l'idolâtrie », c'est-à-dire qu'ils ne s'allient pas aux Vikings. Guillaume de Malmesbury rapporte qu'Æthelstan devient le parrain d'un fils de Constantin (probablement Indulf) lors de cette conférence,,.
Les sept années qui suivent semblent avoir été tranquilles dans le Nord. Æthelstan se consacre à la soumission des roitelets du pays de Galles, qui font des apparitions à la cour de Wessex, contrairement à Constantin et Owain de Strathclyde. Le silence des sources rend difficile de déterminer les raisons qui poussent Æthelstan à mener une campagne militaire contre Constantin en 934. La Chronique anglo-saxonne en fait un bref récit, mais les chroniqueurs plus tardifs comme Guillaume de Malmesbury, Jean de Worcester, Henri de Huntingdon et Siméon de Durham offrent des détails supplémentaires. Æthelstan commence à réunir son armée à Winchester le 28 mai et atteint Nottingham le 7 juin. Après Chester-le-Street, sa progression est accompagnée par celle d'une flotte anglaise. Owain de Strathclyde est vaincu, et Siméon de Durham rapporte que l'armée anglaise s'enfonce vers le nord jusqu'à Dunnottar et au Mounth, tandis que la flotte atteint le Caithness. L'autorité de Constantin ne s'étend vraisemblablement pas aussi loin, et il pourrait s'agir de raids de pillage plutôt que de véritables opérations militaires,,.

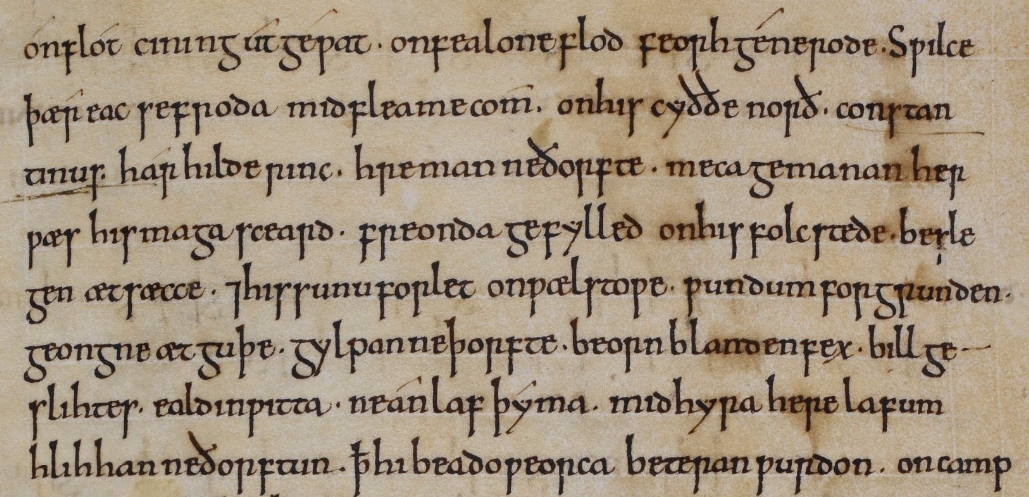
Ce passage du poème de la Chronique anglo-saxonne relate l'implication de Constantin dans la bataille de Brunanburh. Il est mentionné nommément aux lignes 2 et 3 : Constantinus har hilde-rinc, « Constantin le guerrier chenu ».

D'après les Annales de Clonmacnoise, Æthelstan ne remporte aucune grande victoire sur les Écossais, tandis qu'Henri de Huntingdon affirme que les Anglais n'ont pas rencontré d'opposition. Il est possible que la situation ait été résolue par des négociations. Jean de Worcester rapporte qu'un fils de Constantin est offert en otage à Æthelstan, et Constantin accompagne le roi anglais sur le chemin du retour. Il figure comme témoin d'une charte émise à Buckingham le 13 septembre en tant que subregulus, autrement dit comme roitelet reconnaissant la suzeraineté d'Æthelstan. Il est encore présent à la cour d'Æthelstan l'année suivante à Cirencester, où il est considéré comme le plus important des rois soumis à Æthelstan, devant Owain de Strathclyde et le Gallois Hywel Dda,.
Constantin n'est plus mentionné avant 937. Cette année-là, il envahit l'Angleterre aux côtés d'Owain de Strathclyde et du roi de Dublin Olaf Gothfrithson. Leur coalition est écrasée par Æthelstan et son demi-frère Edmond à la bataille de Brunanburh (peut-être Bromborough, sur la péninsule de Wirral). Décrit comme « chenu » par la Chronique anglo-saxonne (il est alors âgé d'une soixante d'années), Constantin perd plusieurs amis et membres de sa famille sur le champ de bataille, dont son fils Cellach. Il parvient néanmoins à battre en retraite dans son royaume,,,.

### Abdication et dernières années
En 943, âgé de plus de soixante ans, Constantin abdique. La succession du royaume d'Alba ne suit pas encore des règles établies, mais les coutumes pictes et irlandaises tendraient à favoriser un descendant adulte de Kenneth MacAlpin. Le seul fils survivant de Constantin, Indulf, est encore trop jeune pour prétendre au trône (il a vraisemblablement été baptisé en 927). Le candidat le plus évident est Malcolm, le cousin de Constantin, qui est né au plus tard en 901. C'est lui qui devient roi après l'abdication de Constantin, dont on ignore si elle est volontaire ou non. La Prophétie de Berchán, un texte du XIe siècle, suggère que cette décision lui a été imposée,,.
Monarque pieux d'après l'hagiographie de Cathróe de Metz et la Prophétie de Berchán, Constantin se retire dans un monastère dont il devient l'abbé. Il s'agit probablement de celui de Saint Andrews, refondé sous son règne et confié au mouvement réformateur des Céli Dé,,. Quelques années plus tard, en 950, la Chronique des rois d'Alba mentionne un raid de pillage effectué par Malcolm contre les Anglais à l'instigation de Constantin. Elle rapporte également une légende selon laquelle Constantin aurait demandé à Malcolm de lui rendre la couronne l'espace d'une semaine, le temps de se rendre en Angleterre. Cette histoire est vraisemblablement un ajout a posteriori qui s'inspire d'une saga ou d'un poème aujourd'hui perdus.
Les annales irlandaises enregistrent la mort de Constantin en 952. Son fils Indulf devient roi à son tour deux ans plus tard, à la mort de Malcolm. On lui connaît un autre fils, Cellach, tué à Brunanburh, ainsi qu'une fille dont le nom est inconnu mais qui a épousé Olaf Gothfrithson d'après Jean de Worcester. Il est possible qu'il ait eu d'autres enfants. Son dernier descendant connu à avoir régné sur l'Écosse est Constantin III, mort en 997.